# Graham Medley
Graham Francis Hassell Medley OBE (nascido em 1961) é professor de modelagem de doenças infecciosas na London School of Hygiene &amp; Tropical Medicine (LSHTM) e director do Center for Mathematical Modeling of Infectious Diseases.
Medley foi nomeado Oficial da Ordem do Império Britânico (OBE) nas Honras de Aniversário de 2020 pelos serviços prestados à resposta do COVID-19.